# Michael Creed (homme politique)
 (novembre 2016).
Michael Creed, né le 29 juin 1963 à Macroom dans le comté de Cork, est un homme politique irlandais, membre du Fine Gael. 

## Biographie
Il est le fils de l'ancien député et ministre d'État Donal Creed.
Il est député de 1989 à 2002, puis retrouve son siège lors des élections de 2007 et est réélu en 2011 et en 2016.
Le 6 mai 2016, il est nommé Ministre de l'Agriculture, de l'Alimentation et de la Marine dans le gouvernement dirigé successivement par Enda Kenny et Leo Varadkar jusqu'en juin 2020.
Michael Creed est réélu député en 2020 mais ne se représente pas en 2024.